# Eremophila recurva
Eremophila recurva är en flenörtsväxtart som beskrevs av Chinnock. Eremophila recurva ingår i släktet Eremophila och familjen flenörtsväxter. Inga underarter finns listade i Catalogue of Life.